# کوه جودی
کوه جودی نام کوهی در کردستان است که در قرآن  کشتی نوح پس از فروکش کردن طوفان در آنجا می ایستد. (سوره هود آیه ۴۴).
بنابر روایات، جودی در محل مسجد کوفه بوده است(الکافی، ج۸، صص۲۷۹ و ۲۸۰؛ تفسیر العیاشی، ج۲، صص۱۴۶ و۱۴۹).
در ترجمه کلدانی و سریانی تورات نیز محل به خاک نشستن کشتی، قله کوه «جودی» یا «جوردی» معرفی شده است، اما در ترجمه های فعلی، این محل را «آرارات» واقع در ارمنستان گفته‌اند. ( قاموس کتاب مقدس، ص ۳۰).